# Khammuan tartomány
Khammuan (nemzetközi alakban Khammouan) Laosz egyik tartománya az ország középső részén.
2005-ben nyugati tudósok ebben a tartományban fedezték fel újra a laoszi sziklapatkányt.

## Közigazgatás
Khammuan tartomány a következő körzetekre oszlik:
1. Bualapha (12-06)
2. Hinboon (12-04)
3. Mahaxay (12-02)
4. Nakai (12-07)
5. Nhommalath (12-05)
6. Nongbok (12-03)
7. Thakhek (12-01)
8. Xaybuathong (12-09)
9. Xebangfay (12-08)